# Le Parti ouvrier
Pour les articles homonymes, voir Parti ouvrier.
Le Parti ouvrier, fondé le 8 avril 1888 et publié jusqu'en 1914, est un journal français, organe des socialistes allemanistes.

## Histoire
Au printemps 1888, les socialistes français, déjà séparés par des différences de tendances, se divisent face au phénomène boulangiste. Tandis que les guesdistes et les blanquistes refusent d'arbitrer entre le mouvement suscité autour du général Boulanger et le régime bourgeois de la Troisième République, les possibilistes prônent la défense de la république et, dans ce but, la coopération avec des républicains non-socialistes.
Au mois d'avril 1888, plusieurs collaborateurs du Cri du Peuple (Henri Brissac, Paul Buquet, Victor Dalle, Jules Jouy, John Labusquière et Victor Marouck) quittent la rédaction de ce journal dirigé par Séverine et désormais dominé par des guesdistes et des blanquistes qui, pour une partie d'entre eux, soutiendront bientôt le boulangisme. Avec Jean Allemane, les démissionnaires fondent un nouveau quotidien socialiste révolutionnaire à cinq centimes, Le Parti ouvrier.
Son premier numéro, daté du 8 avril et publié la veille, affirme un programme conciliant le combat du peuple « contre la classe bourgeoise » avec l’organisation de « toutes les forces républicaines et socialistes [...] contre la menace d'une dictature militaire ». Il se place par conséquent dans la ligne politique antiboulangiste de la Fédération des travailleurs socialistes de France (FTSF). Ce parti possibiliste est également appelé « Parti ouvrier » par ses partisans, concurremment au Parti ouvrier des guesdistes.
À l'instar de plusieurs autres journaux (« République du Croissant »), les locaux du Parti ouvrier sont tout d'abord installés dans la rue du Croissant, au no 12 pour la rédaction, dont Marouck est le secrétaire, et au no 19 pour l'administration. Allemane est le gérant du journal.
Au cours des années suivantes, les adversaires d'Allemane prétendront que son journal aurait été lancé grâce à des fonds ministériels via des intermédiaires. Si ce dernier point reste à prouver, il faut noter que le journal est bel et bien exploité à perte par la société anonyme du Radical, dirigée par Victor Simond.
Installé au no 114 de la rue Montmartre puis au no 51 de la rue Saint-Sauveur, le journal adopte le sous-titre « organe des travailleurs socialistes de France et d'Algérie » à partir du 7 mai 1890.
La menace boulangiste ayant été vaincue, des dissensions apparaissent à cette époque au sein du parti possibiliste, entre les broussistes (plus modérés, sous l'influence des élus), dont l'organe officiel est Le Prolétariat, et les allemanistes (davantage révolutionnaires et proches de la base militante), qui contrôlent Le Parti ouvrier. Après la scission du congrès de Châtellerault (octobre 1890), la « minorité » allemaniste fonde le Parti ouvrier socialiste révolutionnaire (POSR), dont Le Parti ouvrier reste le principal organe.
Au cours des années 1890, la parution du journal est irrégulière avant de devenir hebdomadaire.

## Collaborateurs notables
- Jean Allemane[2]
- Henri Brissac[2]
- Paul Buquet[2]
- Victor Dalle[2]
- Jean Griffoul[2]
- Lucien Herr (sous le pseudonyme de Pierre Breton)[7]
- Jules Jouy[2]
- John Labusquière[2]
- Victor Marouck[2]
- Jean Maubourg[2]
- Alfred Paulon[8]
- Francis Privé[2]